# Pau Costa

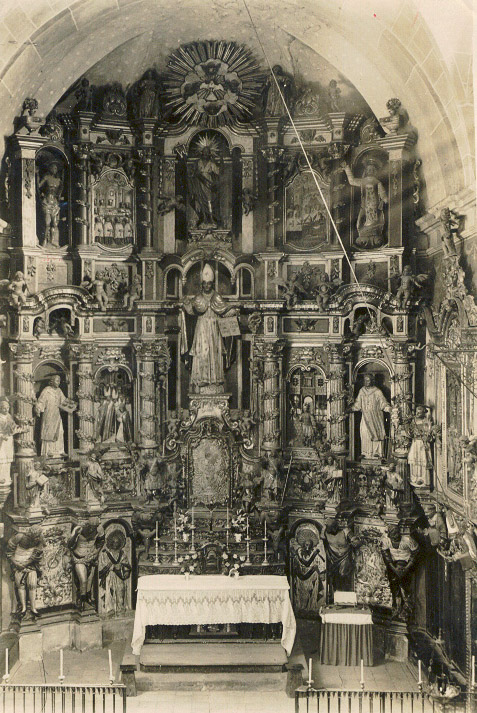
Altartafel von Sant Libori

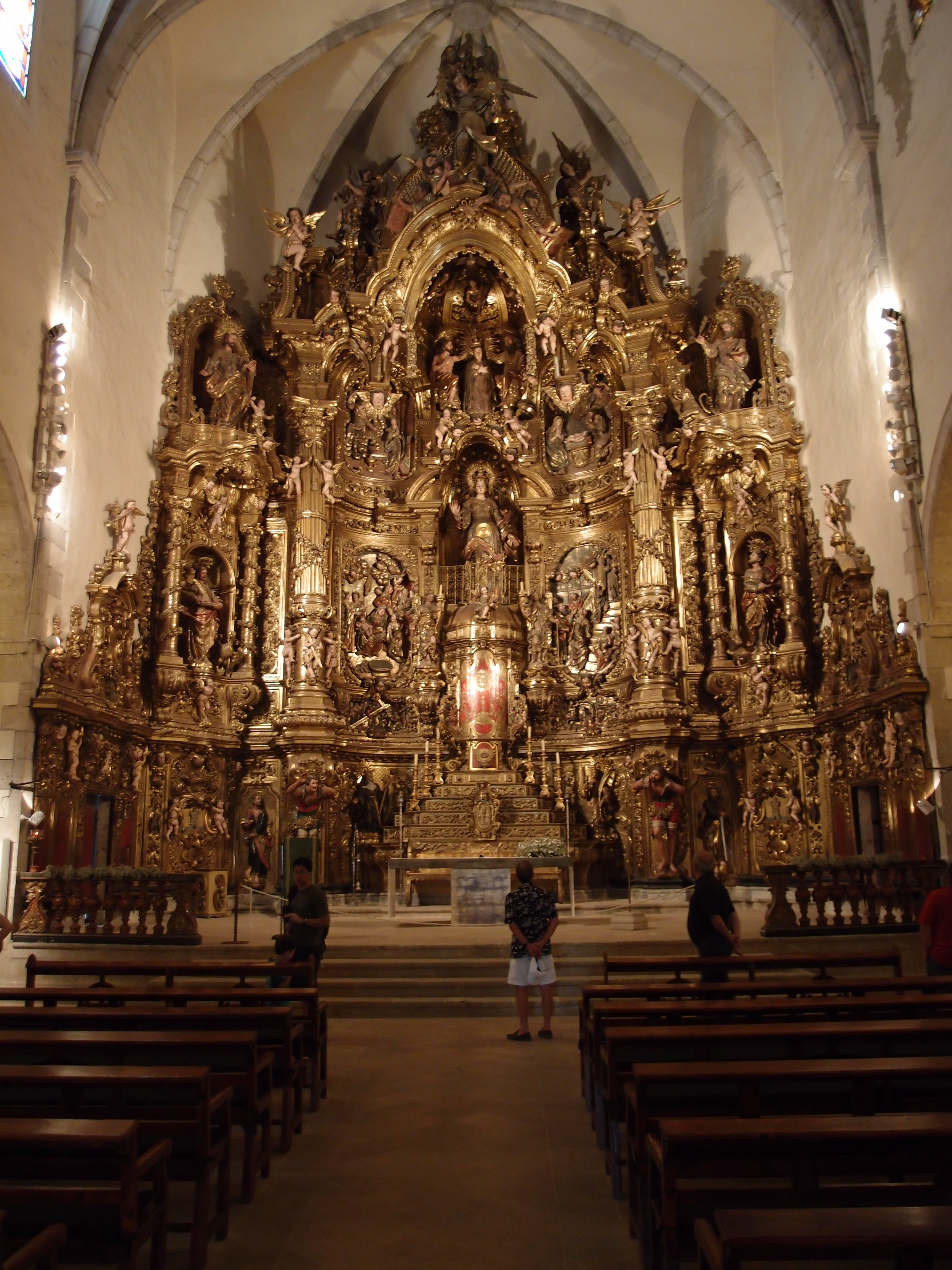
Altarbild von Cadaqués

Pau Costa (* 1672 in Vic, Katalonien (Spanien); † 1727 in Cadaqués?) war ein katalanischer Bildhauer.

## Leben und Werke
Pau Costa erhielt seine Ausbildung in der Werkstatt des Bildhauers Pau Sunyer. Mit sechzehn Jahren (1688) hatte er bereits die Altartafel von Sant Libori in Vic erstellt. Seine Arbeiten hatten stets religiöse Themen, geprägt wurden sie durch den Kontrast zwischen Barock und katalanischer Gotik.
1682 bis 1686 arbeitete er am Altar von Francesc Santacruz sowie an anderen Werken. 1690 folgte der Altar des heiligen Antonius für die Pfarrkirche in Torelló. In 1713 schuf er das Altarbild des Christus für Berga, die llitera de l’Assumpta.
1698 folgte eine Skulptur in Saint Benet de la Seu, gleichzeitig zu der Arbeit an einem anderen Altarbild für das Kloster von La Portella. Im folgenden Jahr wurde er beauftragt, den Christus für die Gemeinde Selva zu erstellen.
Im Jahre 1705 folgte das aufwendige Altarbild Sant Feliu von Torelló (abgeschlossen 1710). Im Jahre 1708 erschuf er die Skulptur Roser Olot (derzeit in der Gemeinde Saint Stephen) und zwischen 1706 und 1712 das Altarbild von Arenys de Mar.
In 1723 arbeitete er zusammen mit Joan Torres aus Figueres und errichtete das bedeutende Altarbild in der gotischen Kirche Santa Maria von Cadaqués, ein Werk, an dem auch die Zusammenarbeit von Holz und Stein des Architekten Josep Serrano von Girona zu sehen ist. Dieser Stil ist typisch für den barocken Überschwang seiner Arbeiten.
In ganz Katalonien befinden sich heute noch Werke von Pau Costa. Zahlreiche Werke wurden jedoch während des Spanischen Bürgerkrieges 1936 bis 1939 zerstört. Ein besonderer Altar aus dem Jahre 1707 befindet sich in der Kirche Sant Martí in Cassa de la Selva. Von diesem Werk konnten jedoch nur vier Altarflügel gerettet werden.
Ein weiteres bedeutendes Werk ist zweifellos das Altarbild der Pfarrkirche St. Maria in Arenys de Mar aus der Zeit 1706 bis 1710.